# Stéphanos II Ghattas
Stephanos II  Kardinaal Ghattas  (Arabisch: إسطفانوس الثاني غطاس) (Sheikh Zein-el-Dine (Egypte), 16 januari 1920  - Caïro, 20 januari 2009) was patriarch van Alexandrië van de Koptisch-Katholieke Kerk en kardinaal van de Katholieke Kerk.
Andraos Ghattas studeerde  in Rome theologie en  filosofie en werd in 1944 tot priester gewijd. Hij doceerde vervolgens filosofie en dogmatiek aan het rooms-katholieke priesterseminarie van Tahta en sloot zich in 1952 aan bij de congregatie der lazaristen. Na 6 jaar parochiewerk te hebben gedaan in Libanon werd hij superior en econoom van zijn orde in Alexandrië.
In 1967 werd hij door de synode van de koptisch-katholieke bisschoppen gekozen tot bisschop van Thebe en Luxor, en in 1986 tot patriarch van Alexandrië van de Koptisch-Katholieke Kerk. Andraos Ghattas nam na zijn verkiezing de naam Stéphanos II aan. In 2000 verwelkomde hij paus Johannes Paulus II op de Sinaïberg.
Tijdens het consistorie van 21 februari 2001 werd Stéphanos II Ghattas kardinaal gecreëerd. Hij kreeg - zoals gebruikelijk voor oosters-katholieke patriarchen, als gevolg van het motu proprio Ad purpuratorum patrum collegium - de rang van kardinaal-bisschop zonder toekenning van een suburbicair bisdom.
In 2006 nam Stéphanos II ontslag als patriarch vanwege zijn leeftijd. Als zijn opvolger werd Antonios Naguib gekozen.